# Визенштајг
Визенштајг (њем. Wiesensteig) град је у њемачкој савезној држави Баден-Виртемберг. Једно је од 38 општинских средишта округа Гепинген. Према процјени из 2010. у граду је живјело 2.234 становника. Посједује регионалну шифру (AGS) 8117058.

## Географски и демографски подаци
Визенштајг се налази у савезној држави Баден-Виртемберг у округу Гепинген. Град се налази на надморској висини од 592 метра. Површина општине износи 23,4 km². У самом граду је, према процјени из 2010. године, живјело 2.234 становника. Просјечна густина становништва износи 95 становника/km².